# Hesíquio de Cimina
Hesíquio (em grego medieval: Ἡσύχιος; romaniz.: Hesýchios) foi um monge bizantino do século X. 

## Vida
Hesíquio viveu entre os anos vigésimo e quinquagésimo do século X e atuou como monge no mosteiro de Cimina, na Bitínia, fundado por Miguel Maleíno. Em certa ocasião, numa missão na área do rio Galo, mas precisou de ajuda por conta de uma chuva torrencial. Pediu ajuda para Miguel Maleíno, que apareceu diante dele e o ajudou.